# Shingō Hyōdō
Shingō Hyōdō (jap. 兵藤 慎剛, Hyōdō Shingō; * 29. Juli 1985 in Nagasaki) ist ein ehemaliger japanischer Fußballspieler. 

## Karriere
Shingō Hyōdō erlernte das Fußballspielen in den Schulmannschaften der Kaisei Junior and Senior High School und der Kunimi High School sowie in der Universitätsmannschaft der Waseda-Universität. Seinen ersten Profivertrag unterschrieb er 2008 bei den Yokohama F. Marinos. Der Verein aus Yokohama spielte in der höchsten Liga des Landes, der J1 League. 2013 gewann er mit den Marinos den Kaiserpokal. Im Endspiel besiegte man Sanfrecce Hiroshima mit 2:0. Für Yokohama absolvierte er 268 Erstligaspiele. 2017 wechselte er nach Sapporo zum Ligakonkurrenten Hokkaido Consadole Sapporo, wo er einen Zweijahresvertrag unterschrieb. Für Sapporo stand er 47-mal in der ersten Liga auf dem Spielfeld. Der Erstligist Vegalta Sendai aus Sendai nahm ihn ab 2019 unter Vertrag. Für Sendai absolvierte er 23 Ligaspiele. Von Saisonende 2020 bis Anfang August 2021 war er vertrags- und vereinslos. Am 5. August 2021 verpflichtete ihn der Zweitligist SC Sagamihara. Mit dem Verein aus Sagamihara belegte man am Saisonende 2021 den 19. Tabellenplatz und stieg in die dritte Liga ab. Für Sagamihara stand er siebenmal in der zweiten Liga auf dem Spielfeld. Nach der Saison 2021 beendete er seine Karriere als Fußballspieler.

## Erfolge
Yokohama F. Marinos
- Kaiserpokal: 2013